# برومی
گویش برومی یا برامی (به انگلیسی: Brummie)، یا به‌طور رسمی‌تر گویش بیرمنگام گویش رایج در بیرمنگام انگلستان و برخی از مناطق اطراف آن است. «برومی» همچنین نام اهلیت برای مردم بیرمنگام است. این نام اغلب به اشتباه در اشاره به همه لهجه‌های میدلندز غربی استفاده می‌شود،  زیرا به‌طور قابل‌توجهی از لهجه سنتی سرزمین سیاه مجاور متمایز است، اما جمعیت امروزی تمایل دارد این تمایز را محو کند.
انگلیسی بیرمنگام در میان شنوندگان بریتانیایی در مطالعات دانشگاهی و نظرسنجی‌ها به‌طور مداوم به عنوان نامطلوب‌ترین گونه انگلیسی بریتانیایی شناخته می‌شود، اما هیچ توضیح رضایت‌بخشی از دلیل آن وجود ندارد. در برابر آن، بازدیدکنندگان خارج از کشور، آن را «آشوب‌انگیز و آهنگین» می‌دانند، و به نظر می‌رسد چنین بیزاری ناشی از افسانه‌های زبانی مختلف و عوامل اجتماعی خاص بریتانیا مانند فخرفروشی اجتماعی، کلیشه‌های رسانه‌ای منفی، وجهه عمومی ضعیف از شهر بیرمنگام، و شکاف جغرافیایی و زبانی شمال/جنوب است.
به عنوان مثال، با وجود تاریخ فرهنگی و نوآورانه شهر، پیشینه صنعتی آن (همان‌طور که با بازو و چکش در نشان بیرمنگام نشان داده شده‌است) منجر به یک کلیشه مرد عضلانی و غیرهوشمندانه اهل بیرمنگام شده‌است: «پیچ‌گوشتی بیرمنگام» یک اصطلاح عامیانه بریتانیایی برای چکش است. همچنین در رسانه‌های جمعی و صنعت سرگرمی نیز بازیگران، که معمولاً غیربیرمنگامی هستند، از لهجه‌های نادرست و/یا نقش‌های منفی استفاده کرده‌اند.